# Armenschool

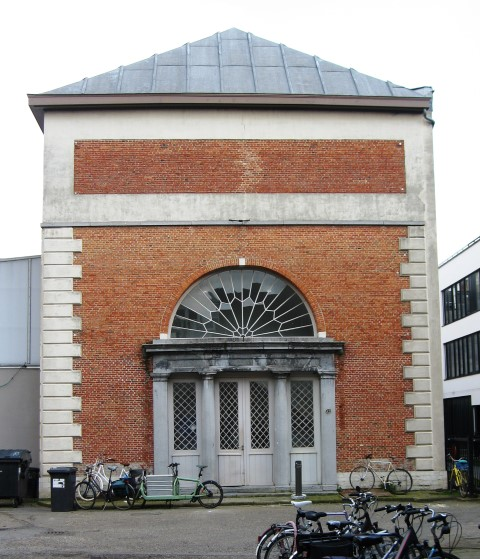
Voorgevel van een stadsarmenschool uit 1828 te Antwerpen

De armenschool is een niet steeds even vastomlijnd begrip voor lager onderwijs dat niets of weinig kostte en speciaal op armere kinderen was gericht.
In de 17e en 18e eeuw was er in veel plaatsen wel een eenvoudig schooltje waar kinderen van minvermogenden van een 'schoolmeester' onderwijs kregen met een aanvankelijk vooral godsdienstige strekking. Het initiatief er toe ging vaak uit van de kerk.   

## Zuidelijke Nederlanden, België
Met name in de Zuidelijke Nederlanden bestonden er armenscholen van katholieken huize, die vanaf de 17e en vooral in de 18e eeuw door de plaatselijke geestelijkheid werden opgericht. Dit werd gestimuleerd vanuit de bisdommen. Deze scholen waren gebaseerd op het gedachtegoed van Vincentius a Paulo en werden soms ook Sint-Vincentiusscholen genoemd. De zogenaamde Sint-Vincentiusverenigingen (voor katholieke armenzorg) zijn overigens pas vanaf 1833 opgericht.
Deze scholen, ook wel bekend als werkschool, spinschool of spellewerkschool, werden geleid door kloosterzusters. De kinderen leerden lezen, schrijven, rekenen en spinnen en kregen catechismusles. Een zogeheten borgerschool voor knechten en meissies werd soms eveneens door de clerus bestierd om de wat rijkere klasse een uitgebreider vorm van onderwijs te bieden. Dit onderwijs was aanvankelijk voor jongens én meisjes. Aan de armenschool werd in de 19e eeuw soms ook een bewaarschool toegevoegd.
Uiteraard bemoeide ook de wereldlijke overheid zich met dit onderwijs. Koning Willem I met name, voerde een vergunningenstelsel in. Later moesten de leerkrachten aan bepaalde opleidingseisen voldoen. Daar stond tegenover dat er -in België vanaf 1842- ook een overheidssubsidie werd verleend, waar voordien de armenscholen zichzelf bedropen. Als alternatief kwamen er gemeentescholen, en in 1879 moest in België elke gemeente een dergelijke school bezitten. Er ontbrandde een schoolstrijd die zich toespitste op de invloed van de (katholieke) Kerk op het onderwijs. Uiteindelijk konden de katholieken zogeheten vrije scholen oprichten. Vaak waren dit jongens- of meisjesscholen.

## Noordelijke Nederlanden, Nederland
Ook in de noordelijke Nederlanden kende men armenscholen. Onderwijs voor arme kinderen werd in de 18e eeuw op een gemeentelijk schooltje soms betaald door de diaconie. Ook de term diaconieschool werd in later jaren wel voor de protestantse armenschool gehanteerd. Armenscholen kende men ook in de steden, waar soms de overheid erin voorzag. Zo werd in Schiedam in 1725 een armenschool opgericht waar het onderwijs gratis was. Deze heeft bestaan tot 1862. Het was sinds 1814 de zorg van het gemeentebestuur om in het onderwijs aan armen te voorzien. Deels werd deze zorg door de geestelijkheid, bezorgd aangaande het neutrale karakter van het onderwijs, uit handen genomen. Zo kreeg het Bestuur der R.K. Armenscholen in 1838 reeds toestemming om bijzondere scholen voor kinderen van behoeftige of arme ouders, den Roomsch Catholijken Godsdienst belijdende, ten hunne kosten op te rigten en te onderhouden.
Specifieke armenscholen verdwenen geleidelijk toen de industriële revolutie een verbeterd opleidingsniveau voor iedereen noodzakelijk maakte, vanaf omstreeks 1850. Toch voorzag de onderwijswet van 1857 nog in een indeling van scholen naar stand. De "armenschool" kostte niets. Een klaslokaal zat meestal propvol. Soms zaten er meer dan 100 kinderen in. Alle leeftijden zaten door elkaar. Veel kinderen gingen maar af en toe naar school. Ze gingen alleen als ze geen werk hadden. De scholen hadden geen naam, maar een nummer (nummerscholen). Ze telden bijvoorbeeld 14 klassen van elk een half jaar. Tegen geringe kosten kon men naar de letterschool, voor de ietwat hogere standen. Hier waren 8 klassen van 9 maanden. 
Er waren soms lange wachtlijsten voor de kosteloze scholen, en na 1860 werd het aantal van deze scholen dan ook sterk uitgebreid, immers de wet bepaalde dat de gemeente voor voldoende onderwijs moest zorgen. Amsterdam kende uiteindelijk 28 nummerscholen. Na 1876 werden de armenscholen omgedoopt in kostelooze scholen. Pas na 1920 kwam aan het expliciete standsonderscheid een einde.

## Trivia
Een redevoering te Amsterdam van een schoolmeester (Jeronimo de Vries) tijdens een prijsuitreiking in 1832 toont de paternalistische gedachtegang ten aanzien van het onderwijs aan de armen uit die tijd: 

Welkom gij behoeftige ouders met uwe kinderen, onze zorg. Welkom. Onderscheid van stand behaagde aan de Hoogste Wijsheid. Die op deze wijsheid wil inbreken, vertoont een dwaze laatdunkendheid, berispt Hem, die zich niet straffeloos door nietige aardwormen laat bedillen. Om U te beveiligen, meervermogenden, moet men de armenscholen, dat zijn kweekplaatsen tot pligt en orde, voorstaan en ondersteunen. Zonder onderwijs kunnen de behoeftigen geen openbare kennisgevingen lezen, Uwen wil niet verstaan.

## Externe bronnen
- Geschiedenis katholieke armenschool, Moorslede
- Armenscholen, Amsterdam